# Chloroclanis virescens
Chloroclanis là một chi bướm đêm thuộc họ Sphingidae, gồm một loài Chloroclanis virescens, được tìm thấy ở forest từ phía tây Châu Phi to Angola, the Congo, Uganda và miền tây Kenya và Tanzania.
Chiều dài cánh trước là 28–30 mm đối với con đực. Con cái lớn hơn, cánh dài hơn và màu nền cánh và thân ô liu rất đậm.

## Phụ loài
- Chloroclanis virescens virescens
- Chloroclanis virescens ochracea (Gehlen, 1951) (miền trung African Republic)
- Chloroclanis virescens tanzanica Carcasson, 1968 (Tanzania)